# 調査隊 (陸上自衛隊)
陸上自衛隊調査隊（ちょうさたい、JGSDF Security Intelligence Corps）とは、陸上自衛隊に編制されていた組織の一つ。

## 概要
防諜活動を主任務としており、防衛庁長官直轄の中央調査隊と各方面直轄の方面調査隊が編制されていた。しかしながら旧調査隊組織は指揮系統と業務系統が混在しており、2000年代初頭のボガチョンコフ事件や海幕3等海佐リスト事件などの秘密保全に関する事故の続発により、既存の態勢では十分な保全が確保できないことから中央に情報保全隊を編制し、これに各方面隊の調査隊を隷属させることで秘密保全の強化を図ることとした（隷下部隊に「方面」と冠しながら方面の直轄ではない、同様の編制は陸上自衛隊警務隊や会計監査隊などがある）。
中央調査隊長は1等陸佐（一）、方面調査隊長は1等陸佐（二）が充てられ、調査派遣隊長は3等陸佐から1等陸尉が充てられていた。

## 任務
陸上幕僚監部が1960年（昭和35年）11月に作成した『治安行動（草案）』によると、「a.調査隊は、主として対情報活動を行い出動部隊の行動を支援する。b.調査隊員の派遣を受けた部隊は、対情報活動等について密に連絡するとともに、専門技術を必要とする事項に関して積極的にこれを活用する。」とある。また、『治安行動（草案）』第三章には、情報収集活動や対情報活動における留意事項や注意事項が多数挙げられている。
調査隊は警察の協力を得て、『警備地誌』の作成を行っていた。『警備地誌』は、陸幕が全国単位で作成した「陸幕地誌」、各方面隊が作成した「方面地誌」、各方面隊の中で幾つかの区域に分けて作成した「要域地誌」に分けられ、この三者によって『警備地誌』が作成される。『警備地誌』は、防衛出動や災害派遣などの自衛隊の行動に際して重要と判断される地域の地理上の特性及びそれに軍事的な観察を加えたデータを収録しており、第一部が地形、交通、航空、都市、通信。第二部が天候、気象、第三部が政治、経済、資源、社会、人文、第四部が警察、消防、重要施設というように詳細に分けられていた。『警備地誌』は、自衛隊が戦闘作戦や治安出動をした際に国民を「敵」と「味方」に区別するための人別帳であり、全国の警備地域ごとに、日本共産党や労働組合、地方議会における議員の発言や、在日朝鮮人の思想や行動など、敵性分子を細かく調べ上げて作成された「危険人物リスト」だという。『警備地誌』は戦前、旧陸軍の憲兵隊が作成していた。
『警備地誌』作成などの情報収集活動の「着意すべき事項」として『治安行動教範』では、
1. 「（a）地域の特性―政治・社会・交通・通信等を重視し、特に地域内の政党・組織団体、外国人等の組織、勢力、従来及び現在の活動状況、世論、社会情勢、経済上の特性等を考慮する。」
2. 「（b）暴徒の状況―勢力配置はできるかぎり中核勢力、同調勢力等に区分し、更に将来新たに暴徒を増援すると思われる勢力について考慮する。また、首謀者、指導者等暴徒の主要人物の氏名、経歴、現在の地位等を明らかにする。」
3. 「（c）住民等の状況―われ、あるいは暴徒に好意を有するか、又は中立的立場にあるか、その程度・規模はどうか、また指導的立場にある者は誰か、それはいかなる考えをもっているか等について明らかにする。」

と指示していた。
『警備地誌』の作成は、自衛隊法施行令（昭和29年政令第179号）第14条に「陸上自衛隊の方面隊の警備区域は、当該方面隊が警備実施計画の作成、警備地誌の調査及び作成若しくは警備情報の収集又はこれらの事項についての関係機関との連絡に関する事項を担当すべき区域とし、その名称、責任者及び区域は、別表第二のとおりとする。」と明記されている。
1954年（昭和29年）9月20日の朝日新聞に、自衛隊秋田駐在部隊調査班に所属する自衛官2人が秋田県庁労政課を訪れ、「治安維持上必要だから」と前置きして、各労組の今までの闘争状況と左翼系、右翼系の区別を問い質したことについて、秋田県の自衛隊調査班長は「上から命じられた調査項目に入っているから調べたまでで特別の理由はない。自衛隊には、直接、間接の武力侵略に対抗する任務のほかに、必要に応じ公共の秩序維持に当る任務があり、これに基いて労組の状況を調査するのだ」として、調査を行った事実を認めていることが報じられた。この問題に関して日本社会党の岡田宗司参議院議員から調査班の活動について質問された増原惠吉防衛庁次長は、「調査班というものの主たる任務は警備地誌を作るということが量においても一番大きい任務」であると答弁しているほか、調査班が労組の動向や個人の政治活動を調べているのかについては、「人文という意味で、いろいろな団体についても、この調査をしておくということはあるかもわからんと思います。今新聞で出ているところで見ますと、県の労政課に参ったといいますが、そういうところにある資料をもらって、いわゆる調査資料としたというふうに見えるわけです。これは何と申しまするか、例えばそういうことを調査するとしても、直接組合に行って調べるということをやる、これはもうそういう形は決してとるべきことではないと、関係の官庁等から資料をもらってやる、そういう種類のものは私どものほうは皆やっているわけであります。そういうわけで人文の一部として、或いは軽く調査の資料をもらったのではないか。まぁ、他意はないというふうな言い方もしているわけであります。そういう人文というふうなことで調べたのではないか。若し調べたとすれば、そういう風にまぁ一応考えます。」と答弁している。
なお、調査隊の後継である情報保全隊が「自衛隊に対する外部からの働き掛け等から部隊等を保全するために必要な資料及び情報の収集整理等」として、日本共産党、社会民主党、ジャーナリストなどの報道関係者や、自衛隊イラク派遣に反対する市民団体、地方議会を監視していたことが発覚し、2007年（平成19年）10月5日には、仙台市の写真家等107人が「監視活動による人権侵害で精神的苦痛を受けた」として情報保全隊の活動停止及び損害賠償請求を求めるべく、仙台地方裁判所に提訴する事態となった。
情報保全隊の市民活動監視に関して久間章生防衛大臣は、「冷戦構造の中からやっているもので、ある意味で惰性だった。『反自衛隊』という分類は間違っている。分類の仕方について検討させている」と述べている。

## 沿革
- 1960年（昭和35年）1月14日：北部方面調査隊、東北方面調査隊、東部方面調査隊、中部方面調査隊、西部方面調査隊が編成完結。
- 2000年（平成12年）5月：中央調査隊檜町派遣隊を廃止。
- 2003年（平成15年）3月27日：中央調査隊及び各方面調査隊を廃止し、陸上自衛隊情報保全隊を新編。市ヶ谷駐屯地に所在していた東部方面調査隊市ヶ谷派遣隊は本部付情報保全隊（現自衛隊情報保全隊中央情報保全隊）として新編。

## 廃止時の編制
- 陸上自衛隊中央調査隊（市ヶ谷駐屯地）
- 北部方面調査隊（札幌駐屯地）
- 東北方面調査隊（仙台駐屯地）
- 東部方面調査隊（朝霞駐屯地）
- 中部方面調査隊（伊丹駐屯地）
- 西部方面調査隊（健軍駐屯地）

| 職名             | 氏名       | 主な後職                                           |
| ---------------- | ---------- | -------------------------------------------------- |
| 中央調査隊長     | 古川照久   | 陸上自衛隊情報保全隊副隊長 →2004.8.1退職・陸将補   |
| 北部方面調査隊長 | 奈良岡伸寛 | 北部方面総監部付→退職                              |
| 東北方面調査隊長 | 小坂隆夫   | 東北方面情報保全隊長→退職                          |
| 東部方面調査隊長 | 是永信孝   | 東部方面総監部付→退職                              |
| 中部方面調査隊長 | 横山昌宏   | 小平学校情報教育部第2教育課長→東北方面情報保全隊長 |
| 西部方面調査隊長 | 坂田順彦   | 中部方面総監部人事部人事課長→第1特科隊長           |